# Тараз (аеропорт)
Міжнаро́дний аеропо́рт «Тара́з» (IATA: DMB, ICAO: UADD) (англ. Taraz Airport) — міжнародний аеропорт міста Тараз в Казахстані. Інша назва аеропорту: Ауліє-Ата
Аеродром Тараз 2 класу, здатний приймати повітряні судна Іл-76, Ту-134, Ту-154, Як-40, Як-42, Ан-12, Ан-24, Іл-18, Ан-2 і більш легкі, а також вертольоти всіх типів.
На аеродромі також базується військова авіація — 157-й вертолітний полк (вертольоти Мі-8 і Мі-26).

## Авіалінії та напрямки
| Авіакомпанія | Пункт призначення               |
| ------------ | ------------------------------- |
| Air Astana   | Алмати, Астана                  |
| S7 Airlines  | Сезонний: Москва-Домодєдово     |
| SCAT         | Алмати, Астана, Худжанд, Сургут |
| Qazaq Air    | Алмати, (з 5 травня 2017)       |

## Ресурси Інтернету
- Офіційний сайт аеропорту Тараз